# Fräknestjärnen (vid Stormyran)
Fräknestjärnen är en sjö i Ovanåkers kommun i Hälsingland och ingår i Ljusnans huvudavrinningsområde.
Fräknestjärnen ligger i Stormyran-Grannäsen Natura 2000-område.